# Chocó-elenia
De Chocó-elenia (Myiopagis parambae) is een zangvogel uit de familie Tyrannidae (tirannen). De vogel werd in 1904 door de Oostenrijkse vogelkundige Carl Edward Hellmayr beschreven als Serpophaga parambae.

## Kenmerken
De vogel is 12 tot 13 cm lang. De vogel lijkt sterk op de Amazonische grijze elenia met ook een grijze kop met een wit vlekje voor de bovensnavel. De rug is bij het vrouwtje olijfgroen en grijs bij het mannetje. De vleugels zijn donkerder en hebben drie vleugelstreepjes. Het grijs van de kop en borst gaat bij het mannetje over in helderwit op de buik. Het vrouwtje is lichtgeel op de buik.

## Verspreiding en leefgebied
Deze soort komt voor van Panama tot Ecuador en telt twee ondersoorten:
- M. p. absita: oostelijk Panama.
- M. p. parambae: westelijk Colombia en noordwestelijk Ecuador

De leefgebieden liggen in natuurlijk bos op hoogten tussen 0 en 1000 boven zeeniveau. Het is geen bedreigde vogelsoort.